# Evropský kodex franchisingu
Evropský kodex etiky franchisingu vznikl v roce 1972, kdy byl franšízing v Evropě ve stádiu svého zrodu, zejména v zemích jako Francie, Velká Británie, Německo, Itálie a Nizozemsko. Evropský kodex se do značné míry opíral o etický kodex Francouzské franchisové federace. Jeho tvůrci byli přední vizionáři franchisingu své doby, všichni členové Rady EFF.
Původní kodex byl pouhý základní text, který byl závazný pro všechny členy asociací a federací sdružených v Evropské franchisingové federaci (EFF, vznikla 23. září 1972).
Kodex franchisingu je praktický soubor zásad a základních ustanovení slušného jednání pro účastníky franchisingu v Evropě, který byl sepsán národními franchisingovými asociacemi členy EFF)ze všech všech podílových zemí, a je jimi přijímán jako čestný kodex pro své členy a zajišťují jeho dodržování. Kodex dále definuje, řadu principů vedoucích k loajalitě, vyrovnanosti a upřímnosti, mezi franchisorem a franchisantem a to ve všech aspektech a stádiích vztahu.
V současné době, se žádné právo národní ani evropské, nezaobírá samotnou franchisovou smlouvou, a proto se zde vše řídí dle Evropského kodexu etiky franchisingu. V rámci EFF působí také Právní komise, kde působí vždy po dvou právnících z každého sdružení jednotlivé země anebo federace s vysokou kvalifikací v otázkách spojených s franchisingem. EFF utvořila navíc Arbitrážní komisi franchisingu, která je k dispozici stranám, které jí chtějí předložit své spory k rozhodnutí.
Evoluce a stále vzrůstající význam franchisingu v hospodářství Evropských společenství, ale také Rozhodnutí evropských společenství ve věci skupinového vynětí pro franchisingové smlouvy, které nabylo platnosti 1. února 1989, způsobily, že EFF se rozhodla aktualizovat její stávající Etický kodex.
Nynější Etický kodex je třeba uplatňovat v relaci mezi franchisorem a jeho jednotlivými franchisanty a na stejném stupni mezi master-franchisorem a jeho franchisanty a je zakomponován vždy jako součást smlouvy. Nelze ho však uplatňovat mezi franchisorem a jeho master- franchisanty.
Současný Etický kodex je konečným produktem prací realizovaných Evropskou federací franchisingu a jejích členů, tj. sdružení z Rakouska, Belgie, Dánska, Německa, Francie, Itálie, Holandska, Portugalska a Velké Británie, ve spolupráci s Komisí evropského společenství. Zastupuje předchozí Evropský etický kodex a všechny zemské i regionální Kodexy existující doposud v Evropě
Kodex byl od roku 1972 již třikrát pozměněn a opraven. 
Z právního a etického hlediska závisí postavení a dopad Evropského kodexu etiky franchisingu ve skutečnosti do značné míry na reprezentativnosti a hodnotě jednotlivých národních členů EFF a výhodách, jež pro členy franchisových asociací plynou z jejich členství
Evropský kodex etiky franchisingu měl a má tuto roli nositele hodnoty a reprezentativnosti na evropské franchisingové scéně. Respektování Kodexu je tím nejspolehlivějším a nejbezpečnějším způsobem ochrany a zajištění dalšího úspěšného rozvoje franchisingu v Evropě. 
Každá franchisová asociace nebo federace, která se stane členem EFF, a zaváže se tak dodržovat Evropský kodex etiky franchisingu, získává značku kvality. Každý franchisový systém, který vstoupí do asociace nebo federace, jež je členem EFF, získává a sám hájí tutéž značku kvality.
Jediná možná sankce při porušení kodexu za neetické chování franchisorů je odmítnutí jejich členství v asociaci nebo federaci EFF při jejich ucházení, nebo jejich vyloučení v případě že již členy jsou. 
Každou franchisovou asociaci nebo federaci, která se rozhodne být členem EFF a zaváže se tak dodržovat a ctít Evropský kodex etiky franchisingu, získá značku kvality, která je hájena každým franchisiovým systémem, který do asociace vstoupí.
Evropský kodex etiky franchisingu pojednává o:
- DEFINICE FRANCHISINGU
- HLAVNÍ ZÁSADY
- NÁBOR, INZERCE A ZPŘÍSTUPNĚNÍ INFORMACÍ
- VÝBĚR FRANCHISANTŮ
- FRANCHISOVÁ SMLOUVA
- KODEX ETIKY A MASTER - FRANCHISOVÝ SYSTÉM